# Yashmakia
Yashmakia är ett släkte av fjärilar. Yashmakia ingår i familjen mätare.
Kladogram enligt Catalogue of Life:
| Yashmakia | \| \| Yashmakia loxozyga \| \| \| \| \| \| Yashmakia vanbraeckeli \| \| \| \| \| \| Yashmakia veneris \| \| \| \| |
|           | \| \| Yashmakia loxozyga \| \| \| \| \| \| Yashmakia vanbraeckeli \| \| \| \| \| \| Yashmakia veneris \| \| \| \| |
|           | Yashmakia loxozyga                                                                                                |
|           | |
|           | Yashmakia vanbraeckeli                                                                                            |
|           | |
|           | Yashmakia veneris                                                                                                 |
|           | |